# Phiphat Saengwong
Phiphat Saengwong (tiếng Thái: พิพัฒน์ แสงวงศ์; sinh ngày 29 tháng 8 năm 1999), là một cầu thủ bóng đá người Thái Lan thi đấu ở vị trí tiền vệ trung tâm cho câu lạc bộ Giải bóng đá Ngoại hạng Thái Lan Police Tero.

## Sự nghiệp câu lạc bộ
In youth career Phiphat Saengwong  join the youth academy của S.C. Braga ở Bồ Đào Nha.